# 大全聯

大全聯MEGA PX MART商標

大全聯（英語：MEGA PX MART，舊稱：大潤發）是台灣一家大型連鎖零售型量販店，目前共有21間分店，包含20間量販店、1間鮮食集。前身大潤發品牌於1996年由潤泰企業集團創設，2001年起潤泰集團與法商歐尚集團合資經營台灣大潤發，2022年起台灣大潤發由全聯集團收購，2025年8月1日台灣大潤發正式併入全聯體系下更名為大全聯，台灣大潤發經營29年的品牌正式走入歷史。主要競爭對手為家樂福、愛買，目前市場佔有率為台灣排名第二的非會員制零售型量販店，2024年營業額約為新臺幣290億元，員工數約4,800人。

## 發展沿革

### 大潤發RT-MART時期（1996-2025年）

大潤發時期商標

- 1996年8月，潤泰企業集團成立「大潤發流通事業股份有限公司，英語：」，總部設於臺北市內湖區新湖一路128巷36號。
- 1997年，第一家門市桃園平鎮店於桃園縣平鎮市（今桃園市平鎮區）開幕，原址為潤泰紡織平鎮廠舊址；同年，新竹湳雅店開業[1]；12月，與中陽集團旗下量販店品牌大買家進行交叉持股、策略聯盟，共同成立聯合採購中心；進軍中國市場，成立「上海大潤發有限公司」，開始籌備中國大潤發。
- 1998年，代管東帝士集團旗下量販店品牌「東帝士批發倉庫」；9月，併購台塑集團旗下的「亞太量販」（英語：APIC）三店（土城店、新竹店、台南店），更名為台北土城店、新竹忠孝店、台南安平店；同年，台中忠明店、台北中和店開業[1]。此年在台灣的三個品牌（含策略聯盟），大潤發、大買家、亞太量販合計共達9家分店，展店規模首次超越萬客隆；第一家中國大潤發分店於上海市開幕。
- 1999年3月，策略聯盟合作伙伴大買家於高雄市開設全新零售品牌金銀島購物中心（區域型量販商場，後於2015年歇業）；8月，與東帝士批發倉庫轉為策略聯盟；同年台東店、雲林斗南店（原址為大興農量販斗南店）開幕[1]；此年創下新台幣240億元的營收成績。
- 2000年，台北內湖一店、彰化員林店、台南店開幕。[1]2000年12月13日，潤泰集團在中國與法國歐尚集團合資成立高鑫零售，共同經營中國歐尚、中國大潤發兩個量販店品牌。
- 2001年，潤泰集團以新臺幣80億元釋出67%大潤發流通事業之股權予法國歐尚集團，使台灣大潤發變成外商合資公司；同年，台北（新店）碧潭店、桃園中壢店、台北（中和）景平店開幕。[1]
- 2002年，台南佳里店（原址為福元批發倉庫佳里店[2]）、台北內湖二店開幕。[1]
- 2003年10月，亞太量販3家門市轉換為大潤發品牌；12月，桃園八德店（原址為萬客隆桃園八德店）開幕。[3]此年在台灣的四個策略聯盟品牌（大潤發、大買家、金銀島、東帝士）共22家分店，台灣僅次於家樂福的47家分店。
- 2004年12月，台北中崙店開幕。[4]
- 2005年6月，於桃園縣八德市（今桃園市八德區）中華路旁開設小型得來速全新店型「大潤發得來速 DRIVE-THRU」。[5]
- 2008年10月，嘉義店開幕。[6]
- 2009年2月，台灣大潤發門市陸續開設網路購物[7]。
- 2010年5月，高雄鳳山店開幕[8][9]；11月，苗栗頭份店開幕。[10][11]
- 2017年7月，配合環保署塑膠袋限制政策，全台分店全面停賣塑膠袋。[12]10月3日，在新北市板橋區雙十路開設「My-RT大潤發」便利店新店型，屬於小型超市。[13]
- 2018年5月11日，大潤發與大魯閣合作開發的購物中心大魯閣湳雅廣場開幕。[14]10月31日，台南安平店結束營業，此為台灣大潤發首間結束營業的量販店分店[15]，原址拆除後、由國泰建設投資興建地上23層的住宅大樓。[16]
- 2020年2月3日，大潤發與宜家家居宣布在台北內湖一店合營，暫停營業進行改裝工程。[17]
- 2021年4月28日，台北內湖一店由宜家家居及「大潤發鮮食集」（為保留生鮮食品超市及熟食餐飲區等元素，再結合美食街的新型經營型態）進駐重新開幕。[18]10月22日，全聯集團宣佈將收購歐尚集團及潤泰集團所持有台灣大潤發股權，包含自有土地及建物、門市經營權及自有品牌[19][20]，初期名稱不變，維持雙品牌經營[21]。
- 2022年7月15日，公平交易委員會核准歐尚及潤泰集團將臺灣地區之大潤發業務和品牌出售予全聯集團的收購案[22]，歐尚自此退出東亞市場。11月27日，因與母公司全聯集團旗下，屬於超市定位的全聯福利中心重疊，大潤發便利店板橋雙十店結束營業。12月26日，宜家家居進駐嘉義店開設店中店，並且共用結帳機台。[23]
- 2022年12月31日，全聯接手後首年度營業額約256億元。
- 2023年12月31日，年度營業額與前年持平約250億元。
- 2024年7月1日，與大買家量販結束合作關係、公司註冊地由大潤發中崙店遷至全聯實業總部大樓。
- 2024年7月30日，全聯經營團隊正式與大潤發整合，全聯總經理蔡篤昌兼任大潤發總經理，大潤發營運處、商品處、行銷處、開發處、採購、資訊、人資主管，也全部由全聯相關單位的主管兼任。
- 2024年12月31日，大潤發靠調整商品價格與採購綜效，年度營業額成長至約290億元。
- 2025年7月17日，大潤發土城店率先換上大全聯招牌。[24]
- 2025年7月18日，大潤發台東店換上大全聯招牌。
- 2025年7月19日，大潤發八德店換上大全聯招牌。
- 2025年7月20日，大潤發中壢店換上大全聯招牌。
- 2025年7月21日，大潤發內湖、碧潭店換上大全聯招牌。
- 2025年7月23日，大潤發佳里、鳳山店換上大全聯招牌。
- 2025年7月24日，大潤發忠孝、嘉義、中和店換上大全聯招牌。
- 2025年7月25日，大潤發忠明、斗南店換上大全聯招牌。
- 2025年7月26日，大潤發員林、頭份店換上大全聯招牌。
- 2025年7月28日，大潤發平鎮、景平店換上大全聯招牌。
- 2025年7月29日，大潤發湳雅、台南店換上大全聯招牌。
- 2025年7月30日，大潤發中崙店換上大全聯招牌，為台灣最後一間。
- 2025年7月31日，擁有29年歷史的量販店品牌「大潤發」與自有品牌「大拇指」在台灣正式走入歷史。
- 2025年8月1日，正式改名為大全聯，大潤發經營29年的品牌正式走入歷史。

### 大全聯MEGA PX MART時期（2025年-）
- 2025年8月1日，大潤發併入全聯體系，正式更名為「大全聯」，全聯為存續公司，大潤發的員工和會員由全聯概括承受，會員亦同步整合。[25]大潤發吉祥物「發仔」也進行調整並更名為「大全熊」，而自有品牌「大拇指」則將進行更名與調整先暫停販售。
- 2025年11月，大全聯桃園青埔店開業。

## 分店資訊

### 營運中分店
截至2025年7月，共有21間分店。
所有分店皆可自助結帳。
| 縣市   | 行政區 | 分店   | 大潤發時期圖片 | 大全聯時期圖片 | 地址                              | 開幕       | 備註 |
| ------ | ------ | ------ | -------------- | -------------- | --------------------------------- | ---------- | --- |
| 臺北市 | 內湖區 | 鮮食集 |                |                | 台北市內湖區舊宗路一段128號       | 2000年     | 原內湖一店 2020年2月3日暫停營業進行改裝工程 2021年4月28日與宜家家居內湖店一同重新開幕，更名為大潤發鮮食集 2023年5月20日，原生鮮食品超市空間改由全聯福利中心進駐。 |
| 臺北市 | 內湖區 | 內湖店 |                |                | 台北市內湖區舊宗路一段188號       | 2002年     | 原內湖二店 2023年2月起改裝，2023年5月19日重新開幕，並改為目前店名。                                                                                               |
| 臺北市 | 中山區 | 中崙店 |                |                | 台北市中山區八德路二段306號B2     | 2004年12月 | |
| 新北市 | 中和區 | 中和店 |                |                | 新北市中和區中山路二段228號B2     | 1998年     | |
| 新北市 | 土城區 | 土城店 |                |                | 新北市土城區永安街25號            | 1998年     | 原址為亞太量販土城店 |
| 新北市 | 新店區 | 碧潭店 |                |                | 新北市新店區環河路22號B1          | 2001年     | |
| 新北市 | 中和區 | 景平店 |                |                | 新北市中和區景平路182號B2         | 2001年     | |
| 桃園市 | 平鎮區 | 平鎮店 |                |                | 桃園市平鎮區南東路57-1號          | 1997年     | |
| 桃園市 | 中壢區 | 中壢店 |                |                | 桃園市中壢區中北路二段468號       | 2001年     | |
| 桃園市 | 八德區 | 八德店 |                |                | 桃園市八德區介壽路二段148號       | 2003年12月 | 原址為萬客隆量販桃園八德店 |
| 桃園市 | 中壢區 | 青埔店 | 不適用         |                | 桃園市中壢區高鐵站前東路一段1號   | 2025年11月 | 由全聯實業集團購入宜家家居桃園店建物，大全聯進駐一樓及地下一樓，宜家家居回租二樓以上。                                                                            |
| 新竹市 | 北區   | 湳雅店 |                |                | 新竹市北區湳雅街97號              | 1997年     | |
| 新竹市 | 東區   | 忠孝店 |                |                | 新竹市東區忠孝路300號             | 1998年     | 原址為亞太量販新竹店 |
| 苗栗縣 | 頭份市 | 頭份店 |                |                | 苗栗縣頭份市自強路230號           | 2010年11月 | |
| 臺中市 | 北區   | 忠明店 |                |                | 臺中市北區忠明路499號             | 1998年     | |
| 彰化縣 | 埔心鄉 | 員林店 |                |                | 彰化縣埔心鄉瓦南村中山路319號     | 2000年     | |
| 雲林縣 | 斗南鎮 | 斗南店 |                |                | 雲林縣斗南鎮西岐里文化街119巷21號 | 1999年8月  | 原址為大興農量販斗南店 |
| 嘉義市 | 西區   | 嘉義店 |                |                | 嘉義市西區博愛路二段281號         | 2008年10月 | |
| 臺南市 | 北區   | 台南店 |                |                | 台南市北區臨安路二段310號         | 2000年     | |
| 臺南市 | 佳里區 | 佳里店 |                |                | 台南市佳里區民安里同安寮80之2號   | 2002年     | 原址為福元批發倉庫佳里店 |
| 高雄市 | 鳳山區 | 鳳山店 |                |                | 高雄市鳳山區文化路59號            | 2010年5月  | |
| 臺東縣 | 台東市 | 台東店 |                |                | 臺東縣台東市中興路三段592號       | 1999年8月  | |

### 已停業分店
| 縣市   | 行政區 | 分店                    | 圖片 | 地址                       | 開幕          | 結業           | 備註                          |
| ------ | ------ | ----------------------- | ---- | -------------------------- | ------------- | -------------- | ----------------------------- |
| 新北市 | 板橋區 | My-RT大潤發便利店雙十店 |      | 新北市板橋區雙十路二段26號 | 2017年10月3日 | 2022年11月27日 | 屬於小型超市店型              |
| 桃園縣 | 八德市 | 大潤發得來速中華店      |      | 桃園縣八德市中華路111號    | 2005年6月     | 現已結束營業   | 大潤發RT-MART得來速DRIVE-THRU |
| 臺南市 | 安平區 | 大潤發安平店            |      | 臺南市安平區郡平路42號     | 1998年9月     | 2018年10月31日 | 原址為亞太量販台南店          |

## 吉祥物與標語口號

### 標語口號
- 大潤發
  - 購物大潤發 滿意笑哈哈
  - 來大潤發省更多
  - 改變生活（2019年5月14日至2025年7月31日）
- 大全聯

### 吉祥物
- 大潤發
  - 發仔一代（2009年—2020年）
  - 發仔二代（2020年—2023年）：角色圓潤化，原尖頭造型與五官重製。
  - 發仔三代（2023年11月3日—2025年7月31日）：全聯收購大潤發後，以「福利熊」設計概念進行調整，與福利熊相同將頭套改為購物袋、增加「發」字在身上，五官也改為與福利熊相似。
- 大全聯
  - 大全熊 （2025年8月1日起）：由原第三代「發仔」進行微幅修改，增加雙耳，以及配合品牌更名將身上「發」字改為「大」字。

## 爭議
- 2014年10月3日，中華民國消費者文教基金會公布在6－7月間抽查市售塑膠包裝食品，大潤發「梅花炒肉片」驗出多環芳香烴（PAHs），但台灣在保鮮膜PAHs含量並無設立任何官方標準，因此在該地尚無違反法令。[29]
- 2018年台灣衛生紙搶購現象，大潤發為了自家公司在2018年2月23日至2018年2月27日的衛生紙促銷檔期，於23日上午以公關手機及電子郵件發送「衛生紙確定大漲30% 賣場業績直飆五倍」的訊息，內容由大潤發撰擬並發給各大媒體；然而新聞稿點出漲幅可能時點及幅度，並帶出自家衛生紙促銷方案，但上游衛生紙製造商均未與大潤發公司完成價格協商，顯示這屬於未經證實訊息。然此訊息卻引發衛生紙搶購，甚至引來國外媒體如BBC等之報導[30]，並有網友戲稱此次事件為「安屎之亂」[31]。2018年3月14日，公平會委員會議決議，認定大潤發發布衛生紙漲價不實訊息誤導民眾，引發衛生紙商品突發性供需失調，足以影響交易秩序的欺罔行為，重罰350萬元罰鍰。[32]

## 外部連結
- 大全聯 （繁體中文）
  - 大全聯的Facebook專頁（繁體中文）
  - YouTube上的大全聯 MEGA PXMART頻道 （页面存档备份，存于）（繁體中文）